# Joseph A. Espaillat
Joseph Armando Espaillat(Nueva York, estado de Nueva York, Estados Unidos, 27 de diciembre de 1976) es un sacerdote norteamericano, que sirve como obispo auxiliar en la arquidiócesis de Nueva York.

## Biografía
Nació en el barrio de Manhattan el 27 de diciembre de 1976, de padres quienes emigraron de la República Dominicana.

## Educación
Se educó en la Cathedral Preparatory School y se graduó de Filosofía en la Universidad de Fordham, en 1998.

### Sacerdocio
Se ordenó sacerdote el 17 de mayo del 2003, por Edward Egan.

### Episcopado
Fue designado por el papa Francisco como Obispo Auxiliar el 25 de enero del 2022, siendo consagrado el 1 de marzo del presente año por el cardenal Timothy Michael Dolan, convirtiéndose en el obispo auxiliar católico más joven en los Estados Unidos y con ello también en el mundo.